# История орнитологии

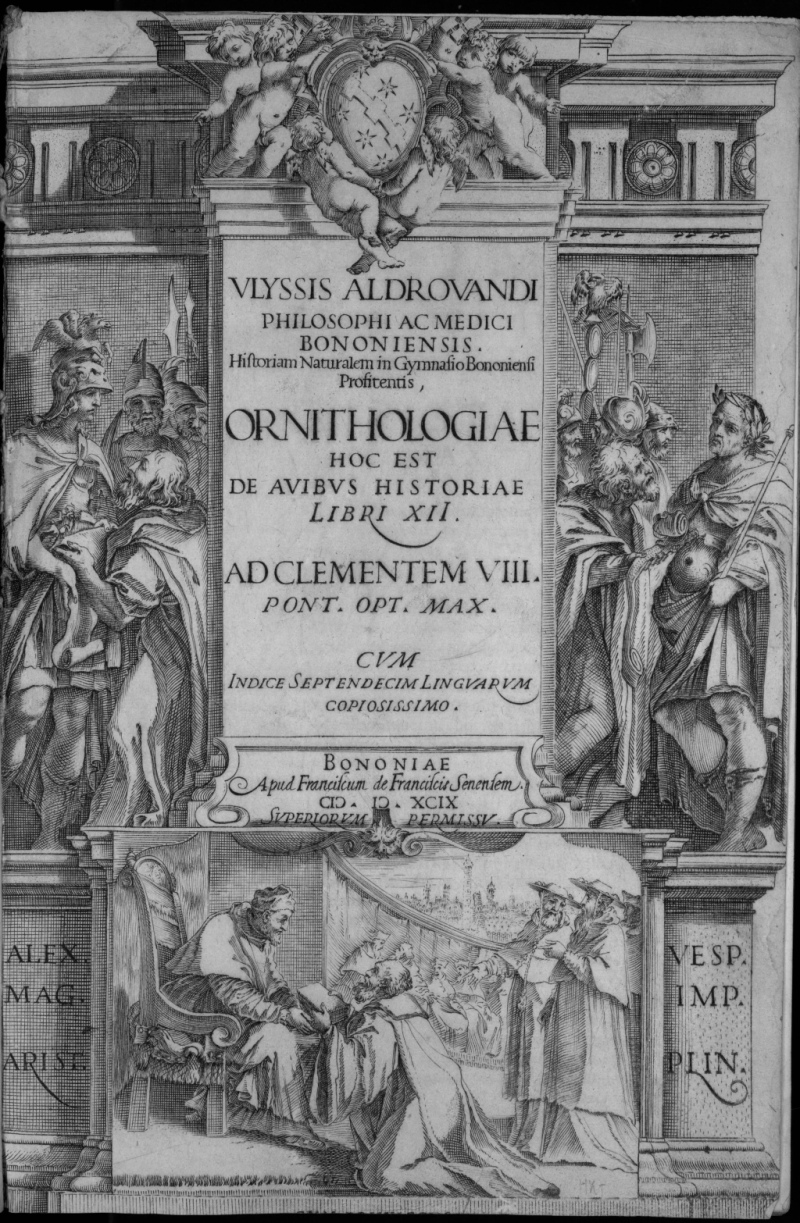
Журнал Орнитология, 1599

История орнитологии — отрасль истории науки, посвященная изложению в хронологической последовательности динамики научных изменений отдельной научной дисциплины, изучающей птиц, их эмбриологию, морфологию, физиологию, экологию, систематику и географическое распространение.
Многие годы исследования птиц строились на аристотелевских принципах, что животное, как копия оригинальной Идеи, остаётся неизменным. На трудах Аристотеля и Плиния основаны работы Исидора Севильского, Альберта Великого, Пьера Белона, Уолтера Чарлтона и других; переводами этих трудов в Средние века занимались Боэций, Авиценна, Аверроэс. Находки из дальних путешествий заставили учёных Возрождения отойти от классических трудов древности, заняться классификацией птиц и сохранением привезённых экземпляров.
К XVII веку количество новых видов было столь велико, что учёные были вынуждены выбирать специализацию: анатомию, физиологию, орнитографию, поведение, систематику птиц.

## Орнитология до Карла Линнея

### Аристотелевские принципы

#### Древний мир
Для современных исследователей знания о птицах в Древнем мире в первую очередь основаны на трудах Аристотеля (384—322 до н. э.), в которых он комбинирует наблюдения за природой, символизм, религиозные и философские измышления. Аристотель полагал наблюдение за животными достойной наукой и безуспешно пытался привлечь античных философов к изучению природы. Он пытался совместить эмпирические знания о животных c нематериальными понятиями и концепциями Сократа и Платона, применив для животных понятие Идеи. Он полагал, что животное — это копия оригинальной Идеи, а так как Идея eternal и неизменна, то такими же должны быть и принимаемая копией форма.
«История животных» Аристотеля включает информацию о распространении, рационе, вокализации и зимовке птиц, которую он почерпнул из собственных наблюдений, трудов ранних авторов, в частности Аристофана, собирал у охотников, рыбаков и крестьян. Аристотель описал около 150 видов птиц, разделив их на несколько груп по простейшим морфологическим признакам (когти, перепонки, пальцы) и по особенностям рациона (насекомоядные, зерноядные, плотоядные). Он связывал размеры птиц с климатическими условиями, проводил параллели между крыльями птиц и лапами животных, между перьями и чешуёй рептилий, его интересовали вопросы развития эмбриона в яйце. Наблюдая за сезонным изменением оперения, он полагал, что некоторые могут воспринимать таких птиц как различные виды. Аристотель писал, что в определённое время года некоторые птицы пропадают, полагая что они либо мигрируют, либо впадают в спячку. Он отмечал, что некоторые птицы улетают на большие расстояния, другие путешествуют локально, а третьи совершают высотные перемещения в связи со сменой времени года. Обнаружив спящих ласточек, он решил, что некоторые виды могут на зиму впадать в спячку — эта теория просуществовала до XIX века и была опровергнута только после того как птиц стали окольцовывать. Он писал, что перед миграцией птицы нагуливают массу — наблюдение, которое было подтверждено только в XX веке. Он не соглашался с теми авторами, которые в отсутствие обнаруженных гнёзд грифов писали, что они происходят из самой земли, полагая что их гнёзда просто находятся в недоступных местах. Вместе с тем, Аристотель поддерживал легенды о том, что проткнутый глаз ласточки со временем восстанавливается, а козодои питаются молоком овец. Его некорректные оценки инкубационного периода хищных птиц продержались до конца XIX века.

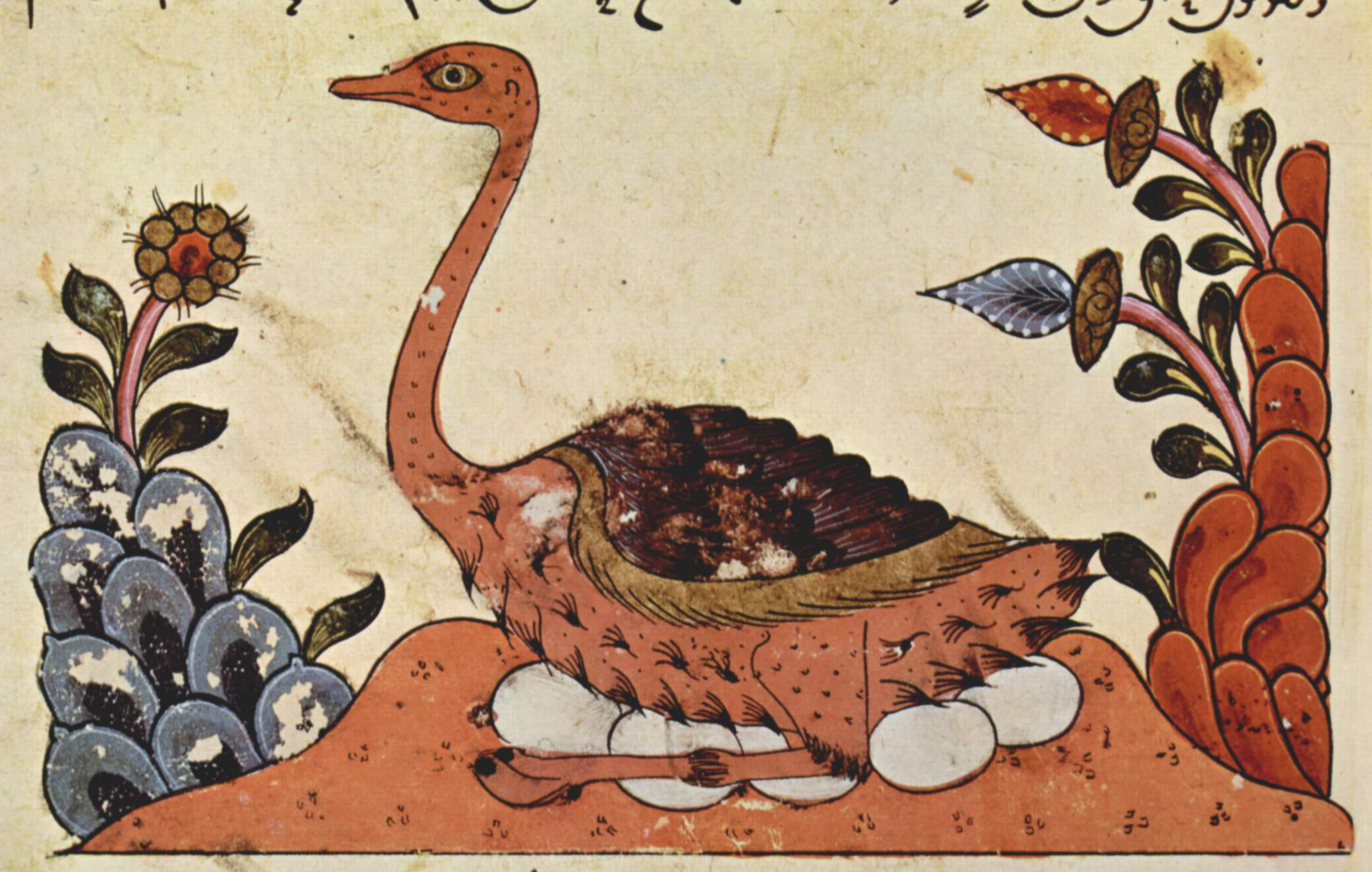
Страница Kitāb al-Ḥayawān, 1335 год

В многотомной труде Плиния Старшего (23—79) «Естественная история» содержится компиляция современных ему сведений о животных. Посвящённый птицам десятый том начинается с описания африканского страуса, которого Плиний полагал наиболее близким к четвероногим. Плиний в первую очередь собирал исторические анекдоты; его классификация базируется на строении лап, но её детали слабо упорядочены. В работе Клавдия Элиана (ок.175—235) «О природе животных» беспорядочно описаны 109 видов птиц. По словам Эрвина Штреземана, она собрана из множества различных источников, включая Плутарха и Александра из Минда. В отличие от Аристотеля, автор полагал, что животные наделены человеческими качествами: «умные» чайки поднимаются в небо, чтобы с высоты разбить раковину, куропатки «любят» своё потомство и, жертвуя собой, отвлекают хищников от гнезда, а ласточки учат детей «равенству», распределяя между птенцами пищу. В 370 году был сформирован «Физиолог» — бестиарий неизвестных авторов из Александрии, который содержал описания как настоящих, так и вымышленных животных и птиц, в частности, орлов, ибисов, павлинов и фениксов. Компиляция сведений из множества греческих, египетских и иудейских исследований была сформирована на теологических принципах и стала основой для множества схожих работ, включая «Этимологии» Исидора Севильского, а сама копировалась до XV века. Среди сохранившихся работ Аль-Джахиза (ок.776—868 или 869) одна посвящена животным — Kitāb al-Ḥayawān. Некоторые историки считают, что Аль-Джахиз рассматривал животных с позиций филолога, а не натуралиста. Он задавался вопросами, почему кузнечики не являются птицами, хотя они летают лучше куриц, а также почему курицы, обладая когтями, не относятся к хищным птицам, хотя они охотятся на кузнечиков. Тем не менее, труд представляет научную ценность так как частично основан на собственных наблюдениях и обобщениях.

#### Средние века
Развитие науки в Средние века связано в первую очередь с переводами, интерпретациями и комментариями текстов Аристотеля и Плиния. Переводами занимались Боэций (480—524), Авиценна (980—1037), Аверроэс (1126—1198)). К традиции Плиния себя причислял Исидор Севильский (ок.560—636), который объяснял нежную вокализацию лебедей их длинной шеей и полагал, что из слюны кукушки могут появляться кузнечики. Исидор Севильский описал птиц в 7-й главе книги XII «Этимологий»; так как птицы не путешествуют по дорогам, он использовал для них название «aves».
В XIII веке труды Аристотеля перевёл Альберт Великий (ок.1200—1280). Его трактат «О животных» (De Animalibus) состоит из 26 книг и включает помимо переводов список животных и собственные наблюдения переводчика. Птицам посвящёна 23-я книга, в которой автор пытался дать теоретические обоснования известным ему наблюдениям. В частности, он отказался от обычая считать казарок морскими продуктами и принимать их в пищу во время поста. Фома из Кантимпре (1201—ок.1272) написал трактат «О природе вещей» (De natura rerum), включающий 144 птицы, в том числе летучих мышей. Труд был переведён на немецкий язык Конрадом из Мегенберга (ок. 1309—1374). Отмечая качество этого «средневекового зоологического бестселлера» Штреземан говорил о мешанине из достоверных фактов и домыслов и приводил следующую цитату: «Эта птица [аист], согласно Исидору, пепельно-серого цвета. Солин говорил, что у неё нет голоса и она может только щёлкать своим клювом… Когда журавли хотят лететь через море, вороны летят перед ними и показывают им дорогу».

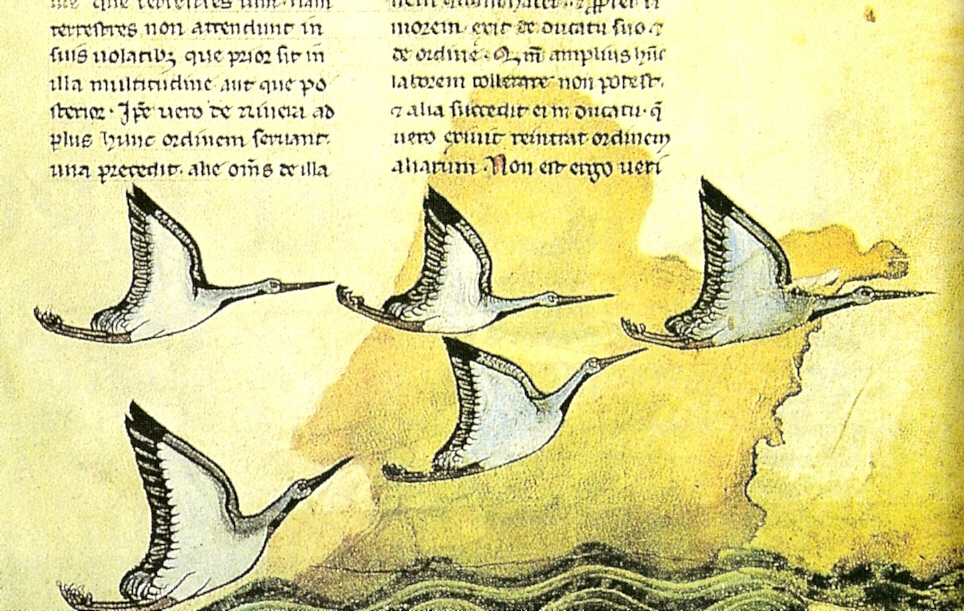
Клин на иллюстрации в De arte venandi cum avibus

По заказу императора Священной Римской империи Фридриха II шотландский учёный-переводчик Майкл Скот (ок.1175—ок.1232) перевёл с арабского языка на латынь переводы Аристотеля в исполнении Авиценны; ранее он занимался аналогичными переводами с комментариями Аверроэса. Штреземан назвал Фридриха «первым великим орнитологом». Император интересовался искусством соколиной охоты; при его дворе находился птичник, за которым ухаживало около 50 соколичьих и в котором содержалось большое количество хищных птиц, в том числе привезённый с Гренландии кречет. Соколиной охоте посвящена незаконченная работа императора De arte venandi cum avibus. Помимо подробных описаний особенностей гнездования, брачного поведения и кормления хищных птиц, в работу включены наблюдения и за другими птицами. Император не стеснялся спорить с Аристотелем; например, он наблюдал и описал смену ведущего во время полёта журавлей клином, которую отрицал древнегреческий философ, а рассуждения о спячке птиц посчитал недостойными упоминания. В отличие от философов древности, Фридрих обосновывал свою позицию наблюдениями, проверками и экспериментами; например, он пытался определить находят грифы свою добычу с помощью нюха или зрения, или давал объяснение разным размерам хищных птиц, основываясь на климатических зонах, в которых они появляются на свет. Большая часть работы посвящена описанию особенностей полёта, его биологическим и физиологическим аспектам, связи массы тела, поверхности крыла и структуры маховых перьев с частотой взмахов. Фридрих был отлучён от церкви, оригинал его работы сожгли по указу папы, однако её копию отправили в Рим и некоторые экземпляры сохранились. Впервые трактат императора Фридриха был напечатан в 1596 году, однако привлёк внимание орнитологов лишь в 1788 году, когда при поддержке Блазиуса Меррема (1761—1824) и Иоганна Готлоба Шнайдера (1750—1822) была опубликована его часть, полная версия на английском языке увидела свет в 1943 году.

#### Возрождение
В эпоху Возрождения интерес к животным вообще и птицам в частности был связан с дальними путешествиями и усовершенствованием работы анатомистов, учёные были вынуждены заняться классификацией птиц и вопросами сохранения экземпляров. Разнообразие новых видов заставило их отойти от классических трудов древности, хотя они и продолжали в своих работах вместе с существующими птицами упоминать гарпий и фениксов. На развитие науки повлияло также появление книгопечатания. В 1476 году Феодор Газа (ок.1370—1475) напечатал ещё один перевод Аристотеля с комментариями, на этот раз выполненный непосредственно с греческого языка.
К этому времени вместо абстрактных рассуждений учёные стали обосновывать свои обобщения и выводы конкретными наблюдениями. В противовес древним авторам, которые описывали птиц, которых часто не видели сами, Уильям Тёрнер (ок.1500—1568) подготовил несколько трактатов высокого качества по флоре и фауне Британии. Выпущенная им в 1544 году работа Avium praecipuarum, quarum apud Plinium et Aristotelem mentio est, brevis et succinta historia стала первым трудом, посвящённым исключительно птицам. Помимо птиц, описанных Аристотелем и Плинием, он включил в работу и результаты собственных наблюдений, а также призвал читателей делиться своими наблюдениями за птицами. Тёрнер выразил надежду, что в скором времени появится «новый Аристотель», который сможет обобщить новые знания. Брюс назвал Тёрнера «отцом орнитологии».

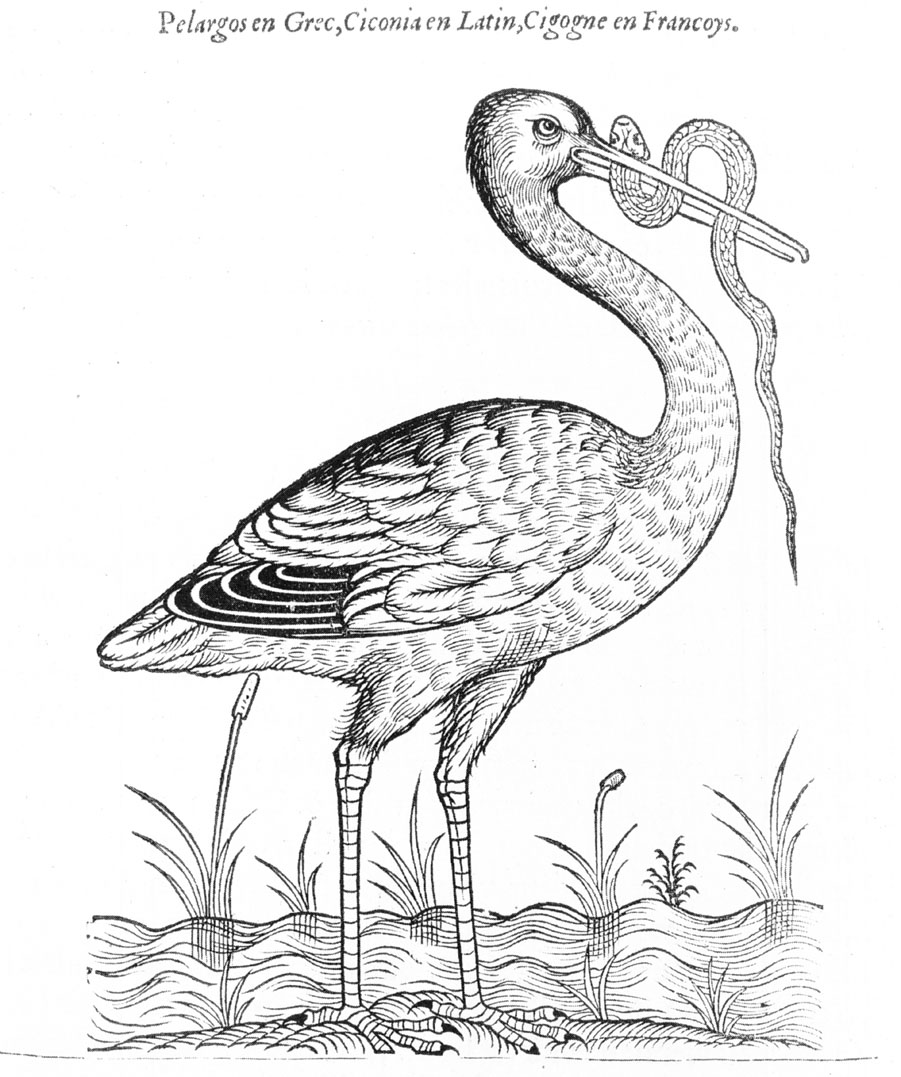
Аист в трактате Белона

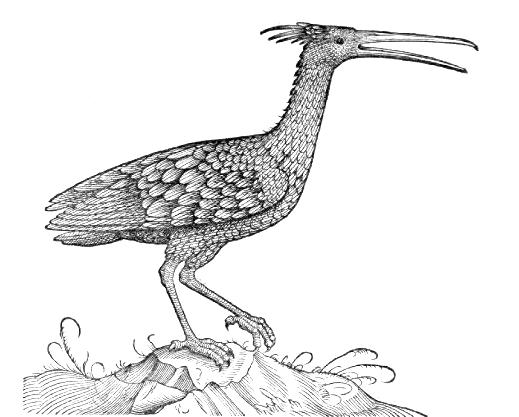
Ибис в трактате Геснера

Французский учёный-путешественник Пьер Белон (ок. 1500—1564) в 1555 году издал трактат L’histoire de la nature des oyseaux, avec leurs descriptions, et naifs portraicts, retirez du naturel; он плохо знал латынь и предпочёл написать труд на родном языке. Вслед за Аристотелем при классификации птиц он рассматривал их поведение и анатомию, однако делал выводы, основанные на собственном опыте. Задолго до появления в XVIII веке сравнительной анатомии, он поместил рядом скелеты человека и птицы и указал на их схожее строение, однако не сделал никаких предположений. Несмотря на высокое качество работы Белона, она уступала трактату Конрада Геснера (1516—1565) Historiae animalium, третий том которого, посвящённый птицам, вышел в том же 1555 году. Геснер включил в работу около 200 видов птиц, в том числе фантастических грифонов, в которых он сам не верил, но считал интересными для публики. Описание предваряет название на разных языках, за которым следует информация о среде обитания, анатомических особенностях, качествах души, медицинской и пищевой ценности. Завершают описание философские и поэтические заметки. Из-за алфавитного порядка работа потеряла связи между видами. Иллюстрации и описания для него подготовили страсбургский художник Лукас Шан, ректор школы в Мейсене Георг Фабрициус, доктор Йоханнес Кентманн, Уильям Тёрнер, королевский доктор Джон Кайус, а также Гийом Ронделе, который предоставлял Геснеру информацию от молодого Улиссе Альдрованди. Трактат пользовался популярностью и довольно быстро вышло второе издание, а также сокращённый перевод на немецкий язык посвящённого птицам тома, который многократно переиздавался и в XVII веке. Вместе с тем, шотландский орнитолог Уильям Джардин полагал эту работу более литературным трудом, чем научным.
В 1599—1603 годы Улиссе Альдрованди (1522—1605) подготовил трёхтомный трактат Ornithologie, который содержал информацию о среде обитания и особенностях поведения птиц, инструкции по их ловле и сохранению, готовке и медицинском применении. Альдрованди предварял это описание названиями птиц на греческом, иврите, арабском и итальянском языках, а завершал — местом птиц в литературе и мифологии. По мнению Штреземана, он скорее каталогизировал готовый материал, чем занимался собственными исследованиями. Штреземан приводит оценку Жорж-Луи Леклерка де Бюффон: «Убрав всё бесполезное и ненужное можно уменьшить труд до десятой части от оригинала». В то же время Валери Шансигод утверждала, что Альдрованди отличало высокое качество наблюдений и обращала внимание на точное и подробное описание мышц, которые отвечают за движение клюва попугаев. Альдрованди оставил после себя множество заметок, которыми исследователи продолжали пользоваться, иногда существенно переиначивая их. Энциклопедические по своей сути работы Геснера и Альдрованди легли в основу трудов многих учёных.

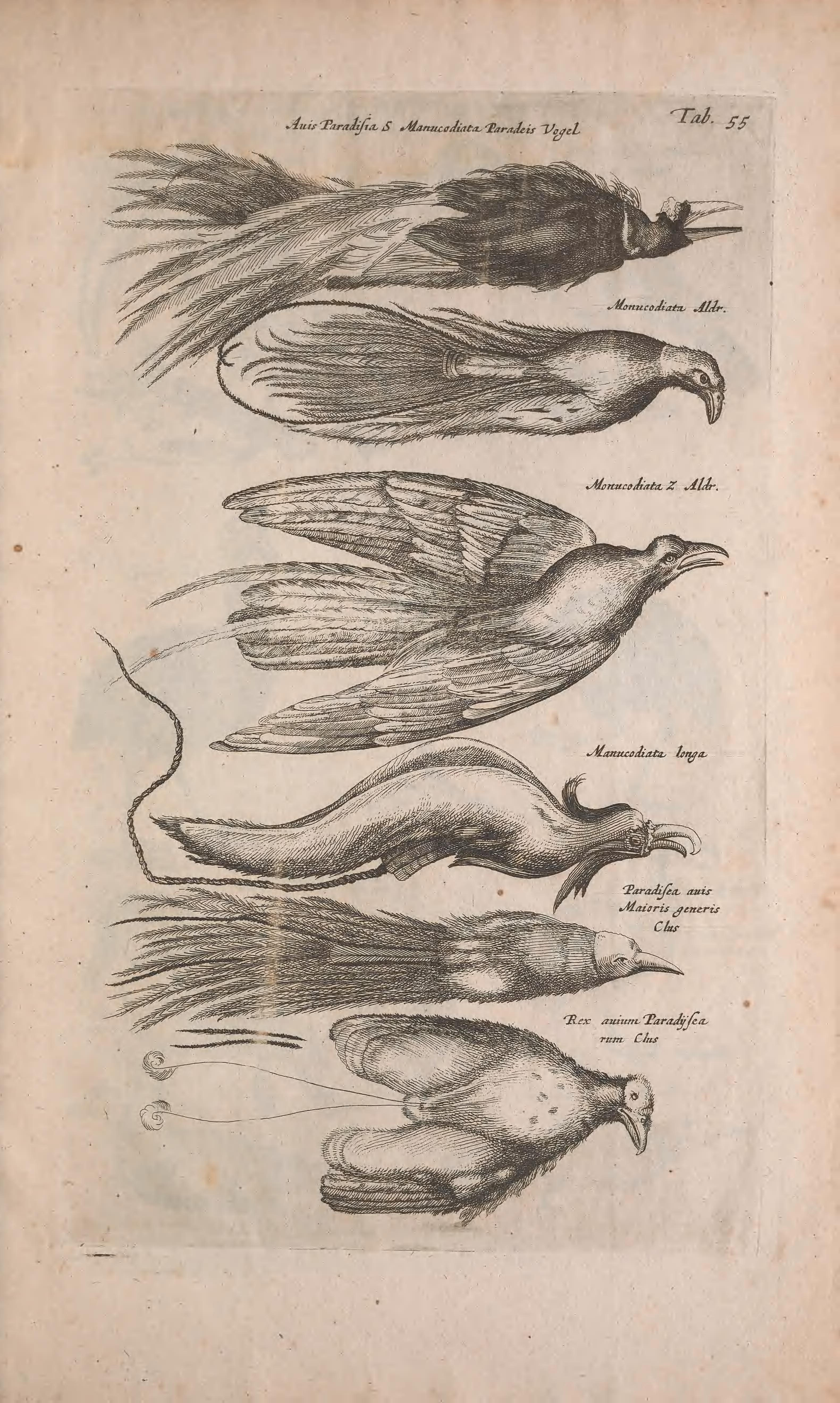
Страница Historia naturalis Brasiliae

Региональной фауне Силезии посвящена выпущенная в 1603 году работа Каспара Швенкфельда (1563—1609) Theriotropheum Silesiae, четвёртый том которой — Aviarium Silesiae — содержит информацию о 150 видах птиц. Предложенная им классификация была настолько запутанной, что он сам предпочёл использовать алфавитный порядок. Британской фауне посвящена работа Pinax rerum naturalium Britannicarum (1666) Кристофера Меррета (1614—1695), которая содержала данные о 165 видах птиц, включая летучих мышей. Несколько десятилетий единственная доступная европейцам информация о фауне Южной Америки содержалась в заметках экспедиции Виллема Писо (1611—1679), в команде которого был географ и натуралист Георг Маркграф (1610—1644), художники Франс Пост (1612—1680) и Альберт Экхаут (1610—1665). Маркграф описал 133 вида птиц, включая нанду, паламедей, краксов-миту, американских клювачей, змеешеек, ани, гуир и трогонов, однако его вклад долгое время оставался недооценённым, так как он не успел систематизировать свои записи. Оригинальные иллюстрации были обнаружены Иоганном Готлобом Шнайдером, который ранее привлёк внимание к труду императора Фридриха. Кювье охарактеризовал журнал Historia naturalis Brasiliae как «классический труд, который можно использовать с полной уверенностью в том, что он содержит». Природе Вест-Индии посвятил две работы Жан-Баптист де Тертре (1610—1687). Автор не получил научного образования, его труды не отличаются высоким качеством и содержат много лирических отступлений. Георг Эберхард Румф (1627—1702) путешествовал по Джакарте и стал первым автором орнитологических исследований Азии. Несколько трактатов он посвятил каталогу растений, географическим описаниям, истории острова, а также собственному кабинету редкостей. Список из 41 птицы начинается с райских птиц. В 1671 году Фридерик Мартенс (1635—1699) оказался на Шпицбергене и описал 15 видов птиц этого острова. Карл Клузиус (1526—1609) в 1605 году впервые описал множество тропических птиц, а Франсиско Эрнандес де Толедо (1514—1587) стал главой научной экспедиции в Новую Испанию, по возвращении из которой описал более 230 видов птиц. Часть его работы была опубликована в 1615 году в Мексике, куда была привезена копия манускрипта, другая часть — в 1635 году в Антверпене, и в конце концов в 1651 году в Риме, однако почти все подготовленные иллюстрации сгорели в пожаре в библиотеке Эскориала в 1671 году. До независимости Мексики в 1821 году эта работа была единственным источником информации по авиафауне региона.

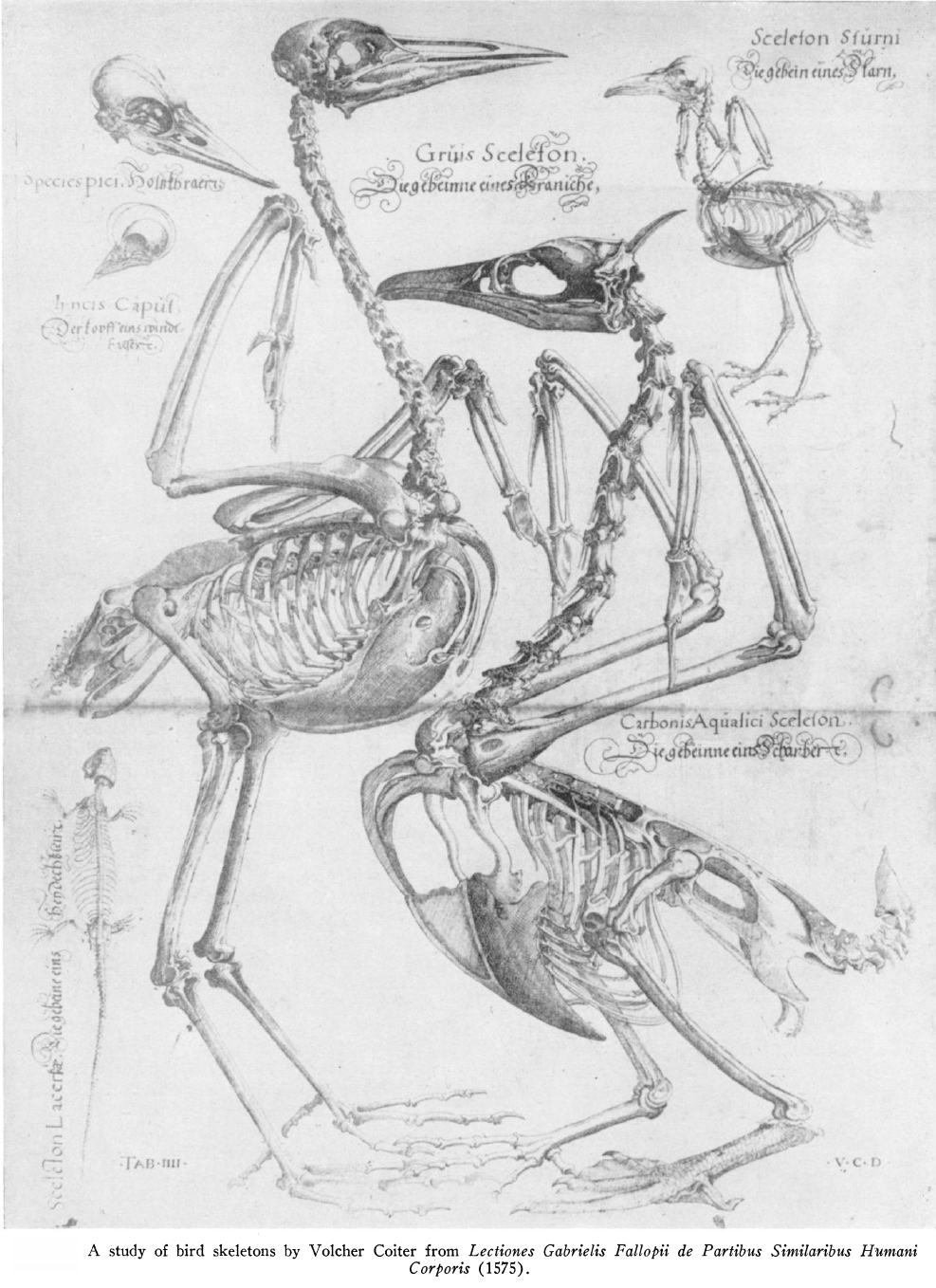
Страница De avium sceletis et praecipius musculis

Иероним Фабриций (1537—1619) интересовался вопросами развития эмбриона в яйце, он исследовал пищеварительную и дыхательную системы птиц, скелет крыльев и ног, способность ходить и летать. Марк Аурелио Северино (1580—1656) в попытках показать универсальность Создания сравнивал различных животных и птиц. Волхер Койтер (1534—1576) в работе De avium sceletis et praecipius musculis впервые предложил классификацию птиц согласно их анатомическим особенностям: он определил связь между формой клюва и рационом птиц, описал развитие мозга, зрительных нервов, зрения и слуха, анатомию трахеи, лёгких, желудка птиц. Последовательное наблюдение за развитием эмбриона в курином яйце, опубликованное в трактате De differentiis avium, сделало его одним из отцов эмбриологии. Работа Яна Йонстона (1603—1675), в которой птицам посвящён щестой том, представляла собой компилляцию трудов ранних авторов, в особенности Плиния, Геснера и Альдрованди; она всё также включала фантастических животных, но ограничивалась исключительно научными аспектами, оставляя в стороне гуманистическую составляющую. Она была снабжена хорошими иллюстрациями, в первую очередь на основе старых деревянных плат работы Геснера и Альдрованди, а потому оставалась популярной и переиздавалась на нескольких языках. Английский натуралист Уолтер Чарлтон (1619—1707) посвятил первый том работы Onomasticon Zoicon (1668) классификации всех живых существ, второй — анатомии, а третий — минералогии. В основе его классификации лежало аристотелевское деление на земных и водных птиц, которых он далее делил на основе рациона и других особенностей. Брюс относит работу Чарлтона к последней попытки классификации птиц на основе принципов, предложенных Аристотелем.

### Начало новой эры
По сравнению с античностью ботаники XVII века добились большого прогресса в качестве своих научных работ, которые выделяло отсутствие фантастической и гуманитарной составляющей, за ними потянулись представители других направлений науки. С помощью микроскопа Роберт Гук (1635—1703) смог рассмотреть крыло гуся и обнаружить сочленение крючочков на его перьях. Развитию эмбриона были посвящены исследования Уильяма Гарвея (1578—1657) и Марчелло Мальпиги (1628—1694). К этому времени количество известных птиц стало столь велико, что учёные не могли охватить все связанные научные аспекты и были вынуждены выбирать специализацию: появились специалисты в анатомии, физиологии, поведении, систематике птиц, а также орнитографии. Книги по орнитологии в XVIII веке, даже самые объёмные, зачастую носили фрагментарный характер.
Концептуально новым в области орнитологии стал труд Фрэнсиса Уиллоби (1635—1672) и Джона Рея (1627—1705). Они познакомились в Кембридже и совместно исследовали побережье Британских островов. Предположительно, Уиллоби специализировался на птицах и насекомых, а Рэй — на растениях. Совершив в 1663—1666 годы путешествие по Европе и в особенности её рынкам, они смогли открыть для себя множество новых видов, включая рябчика, иволгу, чёрного аиста в Германии, канареечного вьюрка, лимонного вьюрка, хохлатого жаворонка в Австрии, водяного пастушка, глухаря, дрофу в Италии. Они интересовались особенностями анатомии птиц, внутренними и внешними паразитами, содержимым желудков; предложили основанную на дихотомии систему определения группы птицы, а также исключили из рассмотрения летучих мышей. Из-за ранней смерти Уиллоби планы поездки в Северную Америку не удалось воплотить. Рэй опубликовал в 1676 году Ornithologiae libri tres под именем своего друга. Персональный вклад учёных в работу, которая продолжала переиздаваться до начала XIX века, остаётся неизвестным. При подготовке второго издания Рэй изучил коллекции, собранные во время путешествий Ганса Слоана (1660—1753) на Ямайку в 1687—1689 годы и Пауля Германа (1646—1695) на Цейлон в 1672—1680 годы. Дополнительные исследования птиц — Synopsis methodia avium et piscium — были опубликованы в 1713 году Уильямом Деремом (1657—1735), который добавил к ним составленный Джеймсом Петивером (ок. 1663—1718) список птиц Индии Avium Maderaspatanarum.
Марк Кейтсби (c.1683—1749) опубликовал результаты научной экспедиции по Северной Америке в 1731—1748 годы в работе The Natural History of Carolina, Florida and the Bahama Islands. Книга содержала 220 качественных страниц иллюстраций, в том числе 109 посвящённых птицам, и короткие текстовые описания, некоторые из которых он заимствовал у Джона Лоусона (ок. 1674—1711). Элеазар Албин (1690—ок.1742) работал иллюстратором, помогая оформлять книги по энтомологии, а в 1720 году выпустил свою иллюстрированую A Natural History of English Insect, за которой последовала трёхтомная A Natural History of Birds, содержащая 306 страниц с раскрашенными вручную изображениями птиц, и скопированный у Уиллоби текст. Поведению птиц посвящена опубликованная в 1707 году работа Фердинанда Йоханна Адама фон Пернау (1660—1731) Unterricht, Was mit dem lieblichen Geschöpff, denen Vögeln, auch ausser dem Fang, nur durch Ergründung deren Eigenschafften und Zahmmachung oder anderer Abrichtung man sich vor Lust und Zeitvertreib machen könne. Его интересовало территориальное поведение, миграции, питание во время гнездования, вокализация птиц. Более 200 лет его «популярный» подход к птицам противопоставлялся «научному», который был связан с систематикой.

### Кабинеты редкостей и авиарии
В начале XVI века путешественники привозили в Европу живых экзотических птиц, но никто не пытался сохранять их чучела. Когда в 1522 году Элькано привёз с островов Бачан шкурки малой райской птицы, он ошеломил обывателей не только её оперением, но и полным отcутствием плоти и костей внутри шкуры. Испанский священник Франсиско Лопес де Гомара писал в 1552 году: «Мы думаем, что они питаются росой и пряностями. Но какова бы ни была правда, мы точно знаем что они никогда не сгниют». Первые известные инструкции по сохранению шкур принадлежат Белону, который в 1555 году предлагал очищать тушку от внутренностей, набивать её солью и подвешивать за лапы, особо обращая внимание, что соль должна раствориться (в противном случае он предлагал добавлять уксус). К тому времени шкурки уже могли сохранять в некоторых регионах Европы, Белон же смог получить из Бразилии сохранённые по этой инструкции шкурки Ramphocelus bresilius и желтопоясничного чёрного кассика.
Шкурки экзотических животных и птиц нашли своё место в европейских кабинетах редкостей, обычно скрытые от широкой публики и специалистов. В эпоху Возрождения хранящиеся в кабинетах редкостей коллекции птиц редко демонстрировались в каком либо научном порядке, они могли соседствовать с раковинами и этнологическими находками из Америки и Азии. Известные кабинеты редкостей были у Георга Эберхарда Румфа (1627—1702), Оле Ворма (1588—1654), Джона Традесканта-старшего (ок.1570—1638), Альберта Себы (1665—1736). Jacob Plateau из Бельгии хранил в совей коллекции несколько «орнитологических сокровищ», в том числе колибри, бескрылую гагарку, а также головы венценосного журавля и волнистого калао. Большую сложность представляло сохранение экземпляров: шкурки съедала моль и кожееды. В 1550—1650 годы экзотических птиц можно было чаще встретить на полотнах художников, чем в описаниях орнитологов. Из-за огромных расходов на поддержание, многие коллекции были почти полностью утеряны, в том числе кабинет редкостей Эштона Левера (1729—1788) и коллекция Джеймса Кука (1728—1779).
В 1790 году Жан Батист Ламарк (1744—1829) дал определение качественной научной коллекции, в которой экземпляры расположены в определённом порядке от царства к виду, находятся в хорошем состоянии, никак не модифицированы и позволяют довольно точно определить экземпляр; отделив её таким образом от собрания, призванного обозначить богатство его владельца, поразить публику и ничего больше. Обширная коллекция Ганса Слоана (1660—1753) содержала среди прочего 1172 орнитологических объекта (шкуры, кости, гнёзда и яйца) и стала основой Британского музея. Ни один относящийся к птицам экземпляр этой коллекции не сохранился.
Помимо кабинетов редкостей богатые люди и аристократы того времени создавали зверинцы и авиарии. В авиарии великих герцогов Тосканы Франческо I (1541—1587) и Фердинанда I (1549—1609) были представлены шлемоносный кракс и красный кардинал из Америки, вдовушки и бархатные ткачи из Африки. В авиарии Рудольфа II (1552—1612) соседствовали американские индейки и африканские цесарки, китайские фазаны и павлины; в нём было сделано единственное изображение рыжего маврикийского пастушка. Джованни Пьетро Олина (1587—1645) издал в 1622 году Uccelliera, overo discorso della nature e proprita di diversi uccelli — руководство по содержанию птиц в неволе.

## Специализация орнитологии
Становление орнитологии как отдельной научной дисциплины в биологии:
В XVII веке проходил процесс разделения естествознания (естественная история) на отдельные научные направления. По словам Фарбера, орнитология была одной из первых отделившихся дисциплин, который посвятил этому процессу монографию.